# 小行星8736
小行星8736（英語：8736 Shigehisa）是一颗围绕太阳公转的小行星。1997年1月9日，小林隆男在大泉天文台发现了此天体。
这颗小行星的绝对星等为185.2887903408098等。